# Marco Suílio Nerulino
Marco Suílio Nerulino (em latim: Marcus Suillius Nerullinus) foi um senador romano eleito cônsul em 50 com Caio Antíscio Veto. Era filho de Públio Suílio Rufo, cônsul sufecto em 41 e um temido delator da época de Cláudio banido para as ilhas Baleares, e da enteada de Ovídio. Suílio Cesônio era seu irmão.

## Carreira
A fortuna e o poder de seu pai permitiram que Nerulino tivesse uma carreira confortável, chegando ao ápice com o consulado em 50 na época de Cláudio. O julgamento e a condenação dele na época de Nero, em 58, não afetaram por que o imperador interveio pessoalmente para impedir que a acusação se estendesse até Nerulino, que herdou ainda a fortuna dele.
Seu último cargo conhecido foi de procônsul da Ásia entre 69 e 70, já na época de Vespasiano.